# Храм Трьох Вершників
Церква Трьох Вершників — церква у печерному місті Ескі-Кермен в Криму. 
Церква знаходиться на південно-східному схилі плато Ескі-Кермен, в балці Джан-Гази.

## Історія

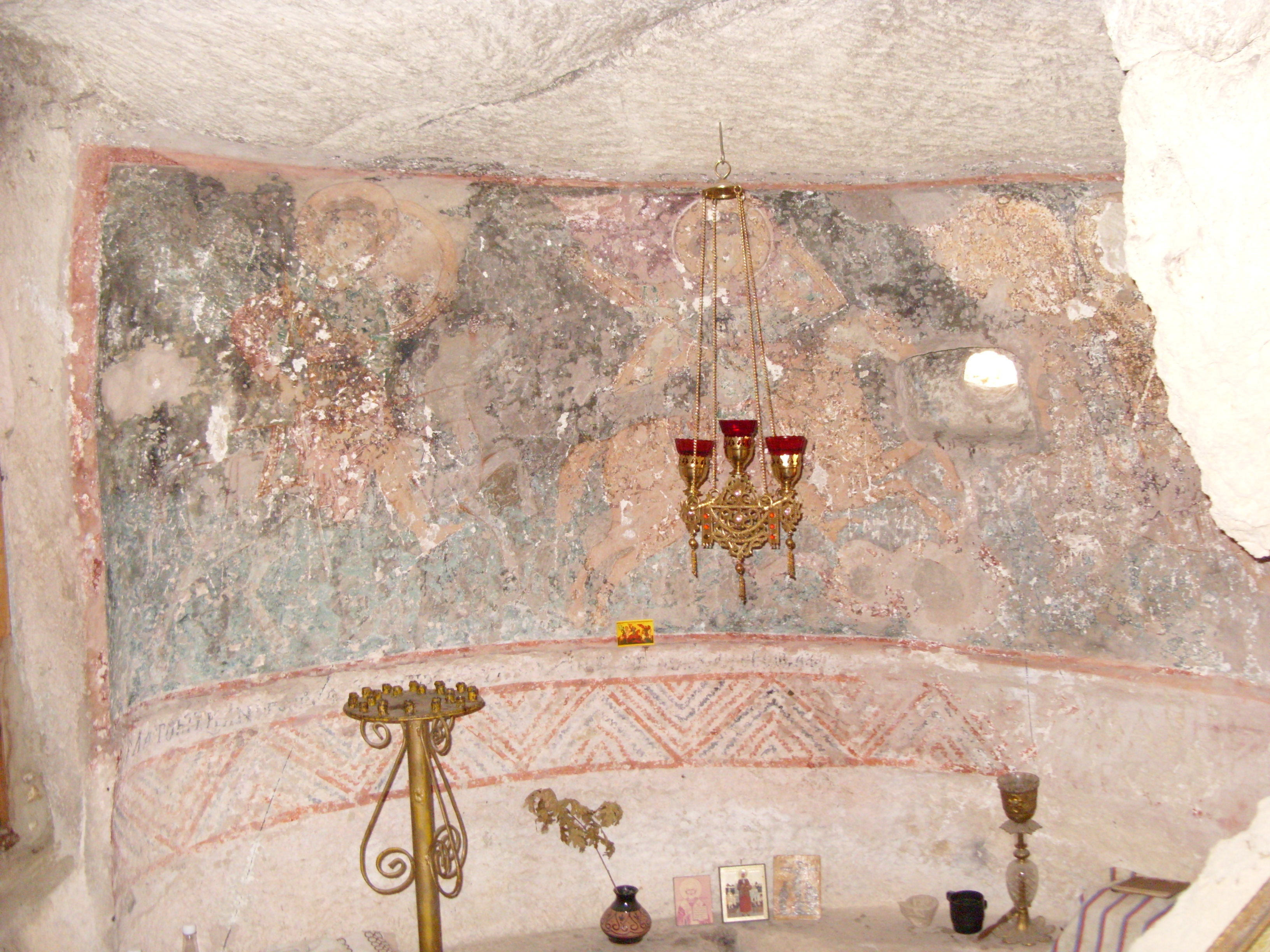
Фрески Церкви Трьох Вершників. Ескі-Кермен.

Датується XII ст. або стиком ХІІ та ХІІІ століть. Висічена ця церква у велетенській глибі, має два входи і одне вікно. Зберігся напис грецькою мовою: «Вирубано церкву і написано святих мучеників Христових для спасіння душі й на відпущення гріхів». 

## Назва
Названий за рештки фрескового розпису на стіні церкви у формі трьох вершників.
Середній вершник найімовірніше Георгій Змієборець, який проштрикує списом розпластаного на землі змія-дракона. Існують версії, що на зображенні святий Теодор Стратилат чи святий Димитрій Солунський.
У скельній стіні церкви вирубана ніша-вівтар, а на підлозі — ніші для двох поховань.
Вище над церквою Трьох вершників у скелі вирубан Успенська церква (XIII ст.), в якій виявлено залишки настінного фрескового розпису Успіння Пресвятої Богородиці.

## Галерея

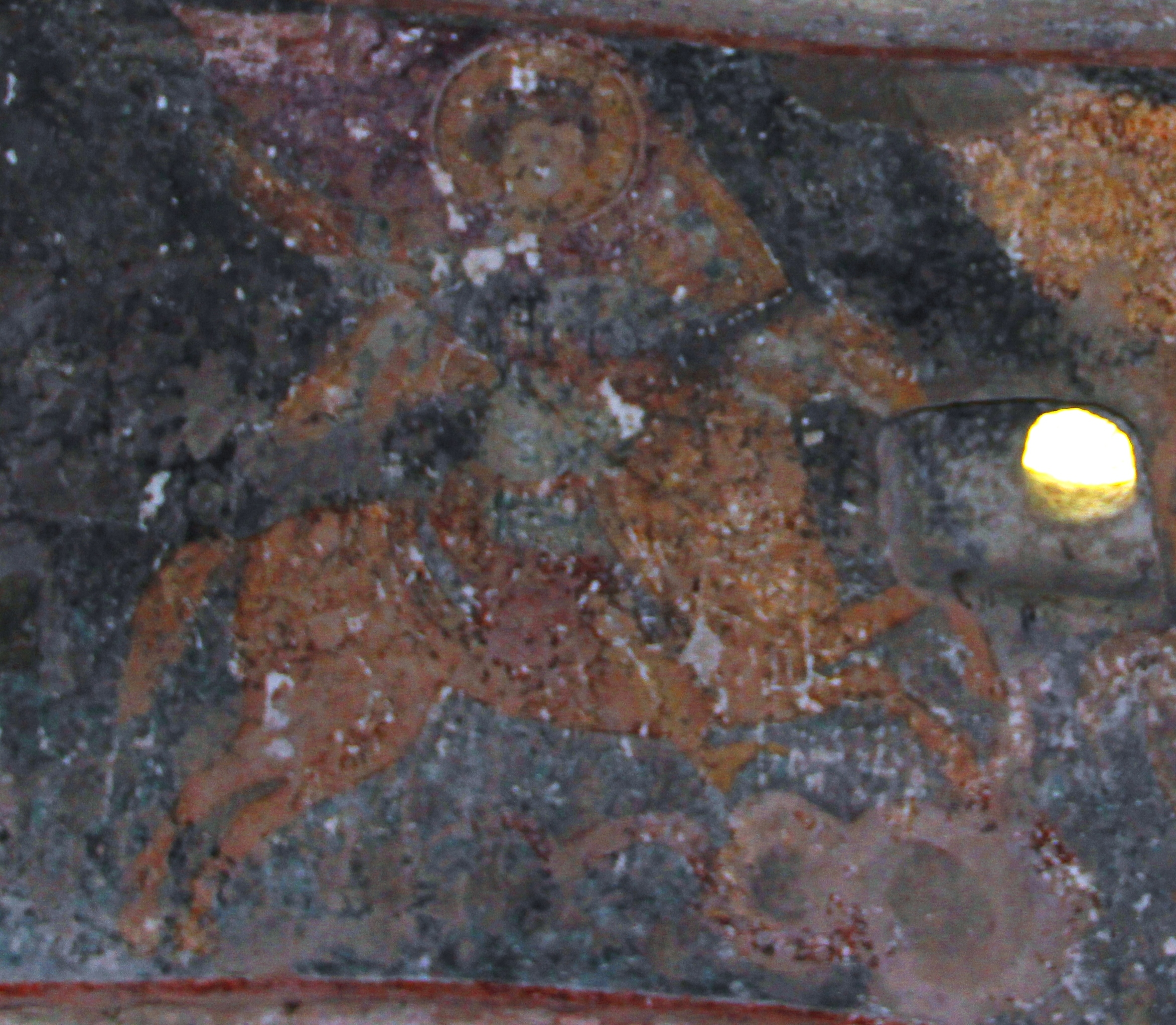
Вершник, найімовірніше  Св. Юрій
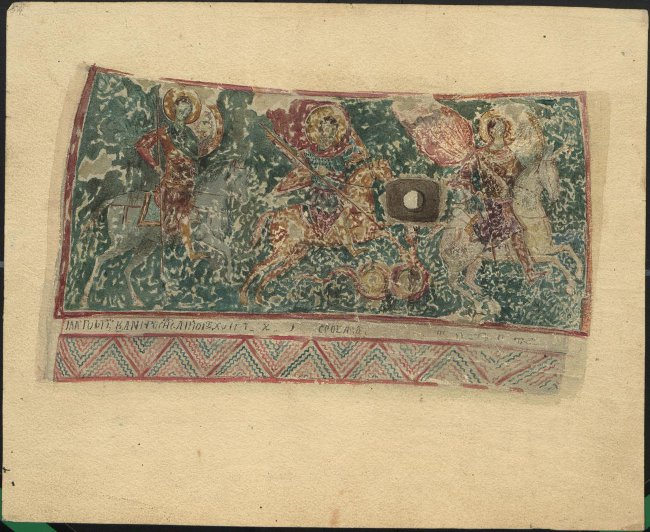
Фресковий розпис Храму Трьох Вершнків на Ескі-Кермен. Акварель М.Б. Вебеля, 1853.
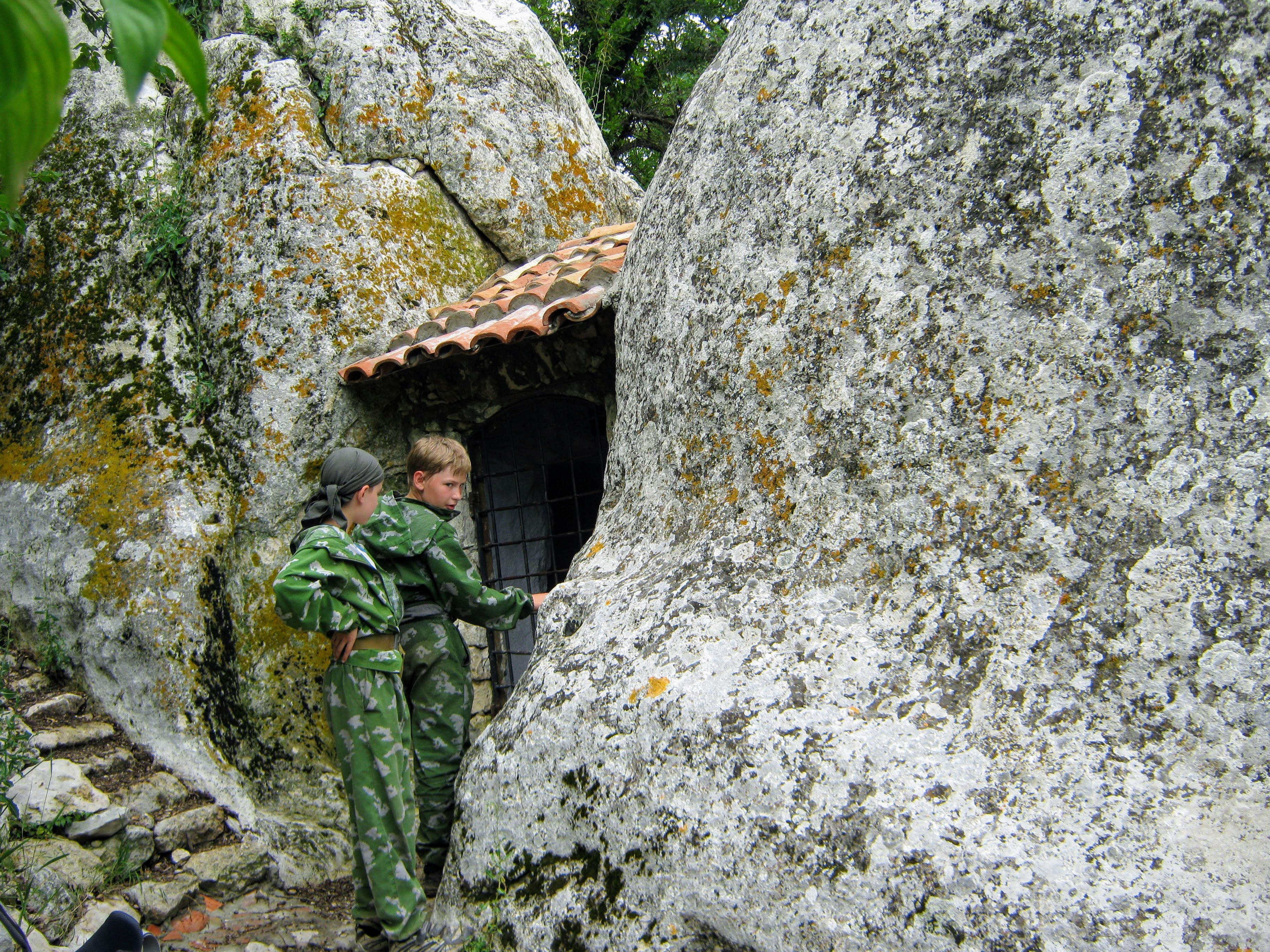
Печерний Храм «Трьох вершників». Вхід. Біля села Червоний Мак
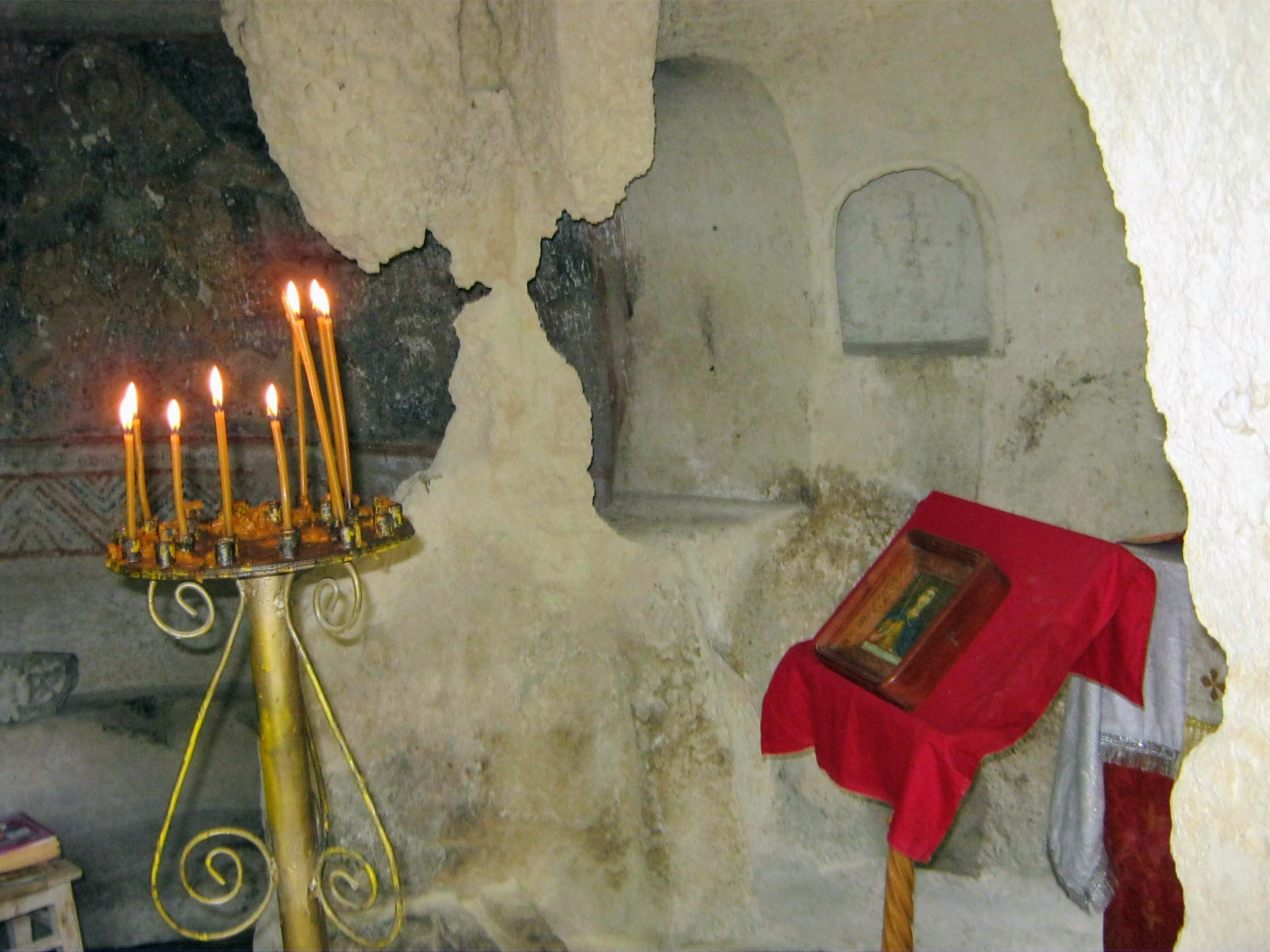
Печерний Храм «Трьох вершників». Панорама. Біля села Червоний Мак
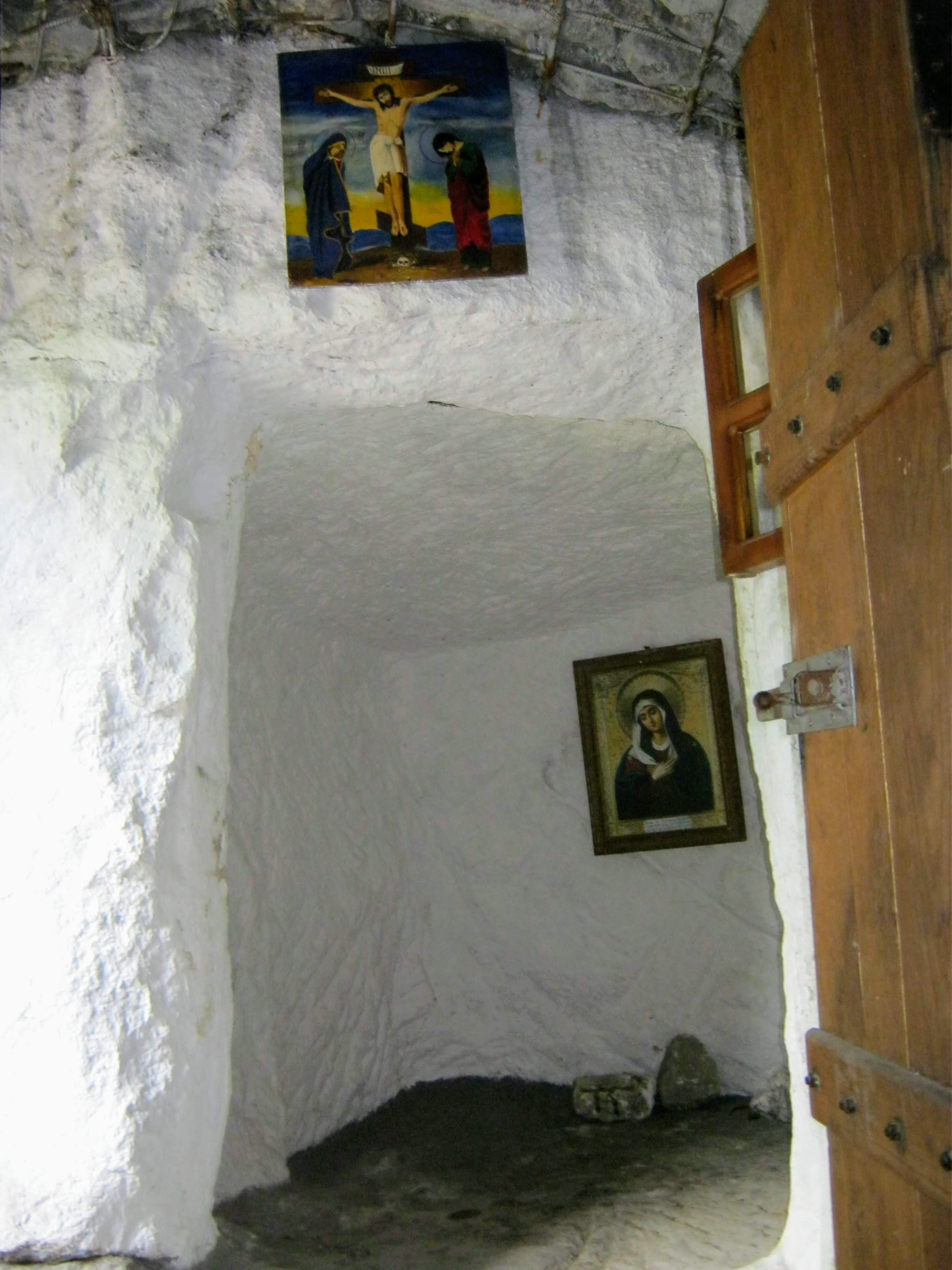
Печерний Храм «Трьох вершників». Ніша. Біля села Червоний Мак
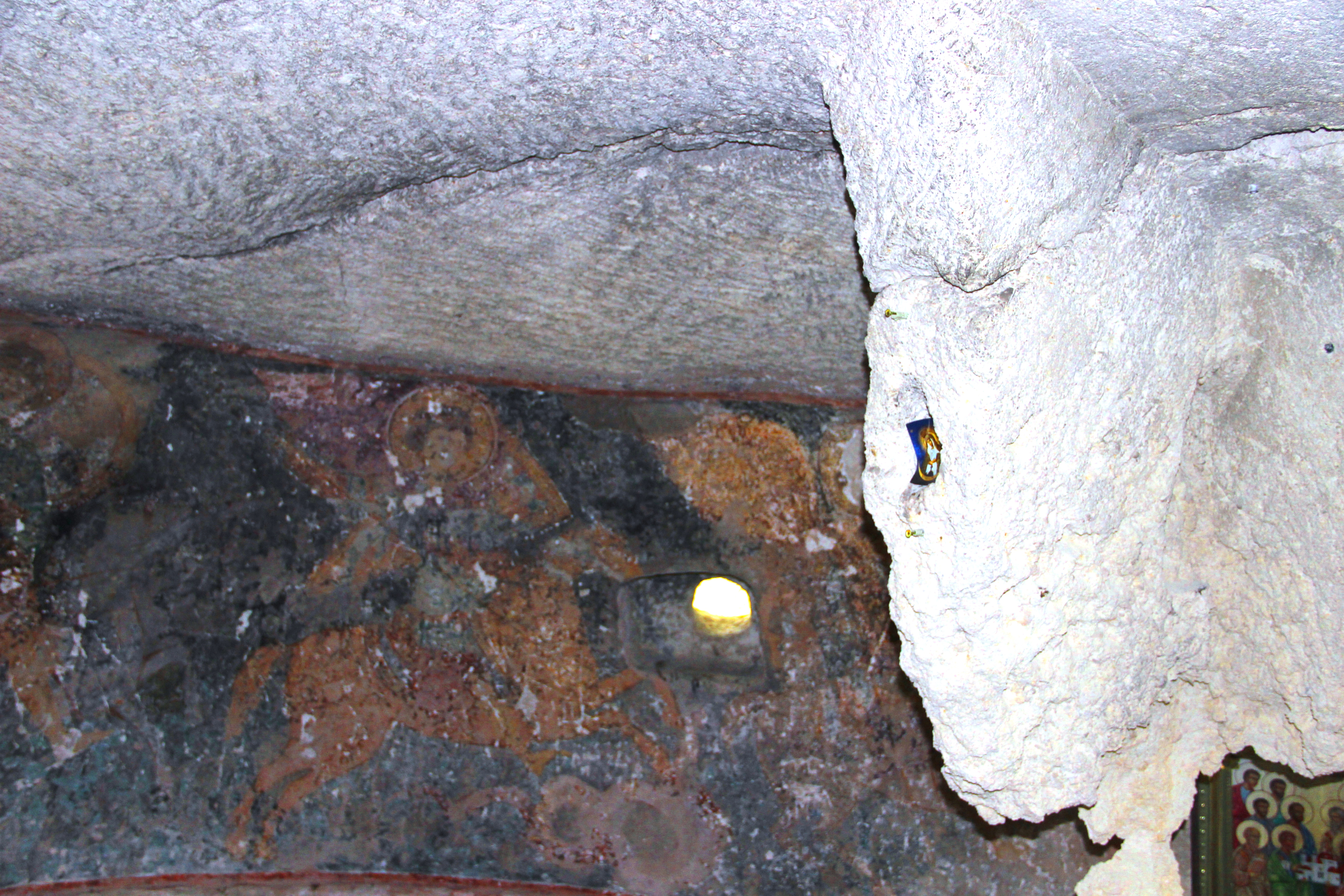
Печерний Храм «Трьох вершників». Вершники, 2014. Біля села Червоний Мак